# オレオ (ソニー・ロリンズの曲)
「オレオ」(Oleo) は、ソニー・ロリンズが1954年に発表したハード・バップの楽曲。以降、ジャズのスタンダード曲となり、マイルス・デイヴィス、ジョン・コルトレーン、ビル・エヴァンスをはじめ、数多くのジャズ・ミュージシャンたちによって演奏されてきた。
「ハード・バップのファンから人気の高い楽曲」とされている。

## 形式
「オレオ」は、ジョージ・ガーシュウィンが作曲した「アイ・ガット・リズム」で用いられたものと同じコード進行（リズムチェンジ）に基づいて作られた数多くのジャズ・スタンダード曲のひとつである。同様にリズムチェンジを用いて書かれたスタンダード曲には、チャーリー・パーカーの「アンソロポロジー (Anthropology)」、ディジー・ガレスピーの「ソルト・ピーナッツ (Salt Peanuts)」、セロニアス・モンクの「リズム・ア・ニン (Rhythm-A-Ning)」などがある。
Aの部分は変化を加えながらも繰り返し提示され、Bの部分は、演奏者が即興を展開するか、リズム体がコンピングする間として空のままとされている。

## 録音
マイルス・デイヴィスは、この曲を何度も録音した。最初のバージョンは、ロリンズ自身が演奏し、1954年に録音されたデイヴィスのアルバム『バグス・グルーヴ (Bags' Groove)』に収められた。ロリンズに代えてジョン・コルトレーンがサキソフォーンを演奏して、1956年に再度録音されたバージョンは『リラクシン (Relaxin')』に収録された。コルトレーンによる1958年のライブ演奏は、マイルス・デイヴィスの2枚のアルバム、すなわち1973年にリリースされた『ジャズ・アット・ザ・プラザ (Jazz at the Plaza)』と1979年にリリースされた『1958マイルス (1958 Miles)』に入っている。これとは別の1961年のライブ・バージョンは、『イン・パーソン・アット・ザ・ブラックホーク、サンフランシスコ (In Person Friday and Saturday Nights at the Blackhawk, Complete)』で聞くことができる。
ソニー・ロリンズが、自身の名義でこの曲を取り上げたのは、ドン・チェリーと共演した1962年のアルバム『アワ・マン・イン・ジャズ (Our Man in Jazz)』で、前衛的な即興演奏を重ねた25分あまりのライブ演奏が収録されている。
他にも、この曲の特筆すべき録音を残したアーティストとして、エリック・ドルフィー、フィニアス・ニューボーン、パット・マルティーノ、ビル・エヴァンス、ミシェル・ペトルチアーニ、トミー・フラナガン、ケニー・バロン、マル・ウォルドロンらがいる。
日本のジャズドラマー中村達也は、1989年にニューヨークで、ジョージ・アダムズ、ジョン・ヒックス、リチャード・デイヴィスと組み、この曲を表題曲としたアルバム『オレオ』を制作した。

## 曲名の流用
1965年から1970年まで、東京都中央区銀座1丁目にあったジャズ喫茶「オレオ」の店名は、この曲からとったものである。